# Monja
Monja je žensko osebno ime.

## Izvor imena
Ime Monja je različica ženskega osebnega imena Monika.

## Pogostost imena
Po podatkih Statističnega urada Republike Slovenije je bilo na dan 31. decembra 2007 v Sloveniji število ženskih oseb z imenom monja: 85.

## Osebni praznik
Osebe z imenom Monja lahko godujejo takrat kot osebe z imenom Monika.